# معادلة رياضية

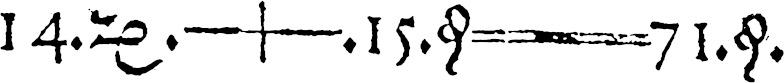
أول استعمال لعلامة التساوي, مكافئا ل 14x + 15 = 71 في الترميز العصري. ينسب هذا الاستعمال إلى روبرت غيكوغد (1557).

في الرياضيات، المعادلة الرياضية (بالإنكليزية: Equation) هي عبارة مؤلفة من رموز رياضية، تنص على مساواة تعبيرين رياضيين.، الهدف منها هو ايجاد قيمة المجهول أو المجاهيل اللائي يوجدن في المعادلة، لكي تصير المتساوية محققة. إذن، لا يمكن الحديث عن معادلة رياضية إذا لم تكن فيها مجاهيل. ليس بالضروري أن تكون المجاهيل أعدادا طبيعية، أو حقيقية أو حتى عقدية. على سبيل المثال، مجاهيل المعادلات التفاضلية هي دوال وليست بالأعداد.
يعبر عن هذه المساواة عن طريق علامة التساوي (=) كما يلي:
{\displaystyle x+3=5\,}

## الثوابت والمجاهيل
تستعمل هذه التعابير عادة في التعبير عن مساواة تعبيرين يحويان متغيرات جبرية، مثلا يمكن كتابة المعادلة التالية :
x − x = 0
في هذه الحالة مهما كانت القيمة المعطاة للمتغير x فإن المساواة صحيحة والمعادلة محققة. يدعى هذا النوع من المعادلات مطابقة رياضية، أي معادلة صحيحة منطقيا بغض النظر عن قيمة المتغير. لكن بالمقابل العديد من المعادلات لا يشكل مطابقة مثل المعادلة التالية:
{\displaystyle x+1=2}

فهي غير صحيحة لمعظم القيم التي يمكن أن تعطى ل x، لكنها تكون صحيحة فقط في حالة قيمة معينة : x = 1، تدعى هذه القيمة جذر المعادلة.
بشكل عام، تسمى القيم التي تحقق معادلة ما حلول المعادلة، وتسمى عملية إيجاد الحلول حل المعادلة.

## أنواع المعادلات
ترتب المعادلات حسب العمليات وحسب الأعداد المستعملة فيها. أهم الأنواع يأتي فيما يلي:
- المعادلات الحدودية هي معادلة حيث تساوي متعددة حدود ما، متعددة حدود ثانية. تسمى المعادلة التي تأخذ الشكل ax + b = 0 حيث: a و b عددان حقيقيان معلومان، معادلة من الدرجة الأولى بمجهول واحد. في هذه المعادلة x هو المجهول الذي ينبغي إيجاده أثناء حل المعادلة.
- المعادلات الجبريةهي مساواة بين مقدارين جبريين يحوي أحدهما أو كلاهما متغيرا أو أكثر .
- المعادلات الخطية هي معادلة جبرية من الدرجة الأولى.
- المعادلات المتسامية

هي معادلة تحتوي على دالة متسامية (دالة مثلثية أو أسية أو معكوساتهما)
- المعادلات التفاضلية هي معادلات تربط دالة ما بمشتقاتها.
- المعادلات الديوفانتية.هي معادلة حدودية في متغيرات متعددة تكون حلولها أعدادا صحيحة أو يبرهن على استحالة ذلك.
- المعادلات الدالية هي معادلات حيث المجهول أو المجاهيل هي دوال بدلا من أن تكون أعدادا.
- المعادلات التكاملية في علم الرياضيات هي معادلة حيث يظهر فيها دالة غير مُعرفة بجوار إشارة التكامل.

## متطابقات
تستعمل المعادلات في التعبير عن المتطابقات الرياضية وهي عبارات مستقلة عن القيم التي تأخذها المتغيرات الموجودة في المتطابقة. على سبيل المثال، بالنسبة لعدد ما x، المعادلة التالية صحيحة مهما كانت قيمة x:
{\displaystyle x(x-1)=x^{2}-x\,.}

### نظام المعادلات الخطية

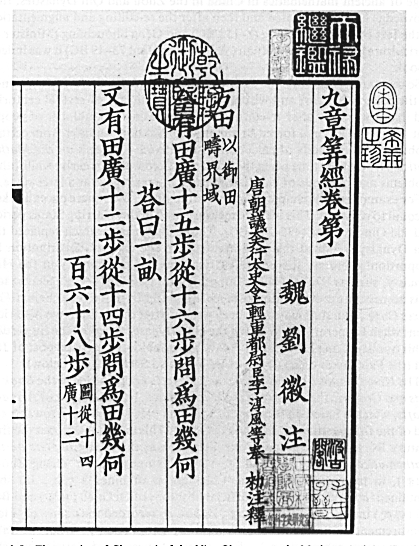
الدروس التسع لفن الرياضيات هو كتاب كُتب باللغة الصينية، كاتنه مجهول. احتوى على طريقة لحلحلة نظام المعادلات الخطية.

## المعادلات في الهندسة

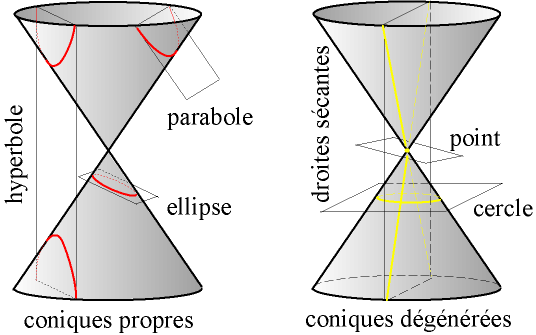
Une conique est toujours l'intersection d'un plan et d'un cône de révolution.

تمنح المعادلة الديكارتية تبسيطا للبرهان على مبرهنة طاليس المتعلقة بالدائرة.

### الأعداد الجبرية والأعداد المتسامية

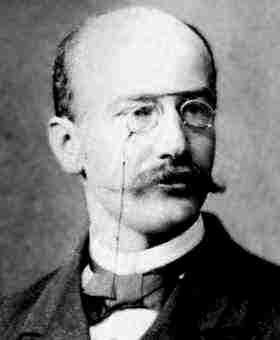
فيردينوند فون ليندمان برهن أنه ليس من الممكن ايجاد متعددة للحدود معاملاتها أعداد صحيحة، وجذر من جذورها مساوي للعدد باي. هذا الأمر يجعل من العدد پاي عددا متساميا.

## المعادلات في الجبر

### نظرية المعادلات
انظر إلى معادلة جبرية.

## المعادلات في الحسابيات

### المعادلات الديوفانتية

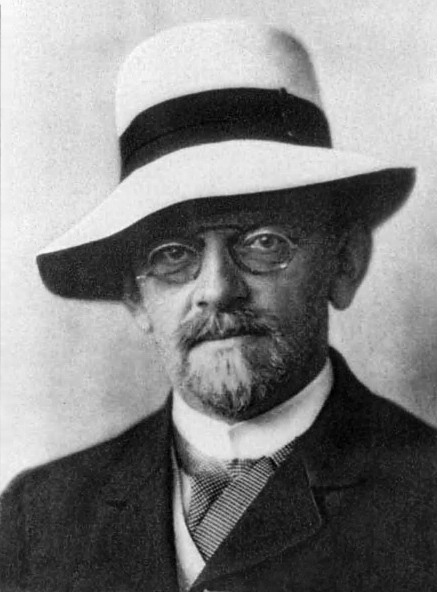
بعد العديد من القرون من جهود علماء الرياضيات، استطاع عالم الرياضيات الألماني ديفيد هيلبرت من حلحلة المعادلات الديوفانتية من الدرجة الثانية.

المعادلات الديوفانتية هي معادلات تكون فيها المجاهيل كما المعاملات، أعدادا صحيحة. على سبيل المثال المعادلة ax + by = c هي معادلة ديوفانتية من الدرجة الأولى بمجهولين اثنين هما x و y. المعاملات a وb وc أعداد صحيحة. هي معادلة من الدرجة الأولى لأن المجهولين لم يرفعا إلى قوة ما. إذا رُفعت المجاهيل إلى القوة الثانية، فإن المعادلة ستصير أكثر تعقيدا. معادلة ديوفانتية من الدرجة الثانية، هو عموما غير بسيطة الحلحلة. انظر على سبيل المثال إلى مبرهنة فيرما حول مجموع مربعين أو إلى معادلة بيل.

## المعادلات في التحليل

### ايجاد جذور دالة
| طريقة التنصيف |  | مبرهنة النقطة الثابتة |  | طريقة نيوتن. |
| طريقة التنصيف |  | مبرهنة النقطة الثابتة |  | طريقة نيوتن. |

لا يمكن في جميع الحالات ايجاد صيغة تعطي قيمة صفر دالة، باستعمال الدوال  الاعتيادية. الدوال الاعتيادية تضم الدوال الجذرية والدوال الأسية والدوال اللوغارتمية والدوال المثلثية، وغيرهن.
على سبيل المثال، لا يمكن ايجاد صيغة تعطي قيمة جذور الدالة {\displaystyle f(x)=\sin x+{\dfrac {\ln x}{2}}} باستعمال الدوال الاعتيادية. لا وجود لهذه الصيغة. في هذه الحالة، اكتفى العلماء بايجاد طرق أو خوارزميات حسابية للاقتراب من هذه الجذور، أو بدراسة عدد هذه الجذور أو مكانها. في المثال ذاته، تمكن دراسة هذه الدالة من استنتاج أن عدد هذه الجذور هو ثلاثة. ومن استنتاج أن الأول موجود في المجال {\displaystyle ]0,1]} والثاني في المجال {\displaystyle [3,4]} والثالث في المجال {\displaystyle [5,6]}.

## قواعد أساسية
تتحقق الخصائص التالية على أي معادلة محققة، وذلك من أجل الحصول على معادلة جديدة:
- من الممكن إضافة أي كمية إلى طرفي المعادلة.
- من الممكن طرح أي كمية من طرفي المعادلة.
- من الممكن ضرب طرفي المعادلة بأي رقم.
- من الممكن قسمة طرفي المعادلة على أي رقم بشرط ألا يساوي هذا الرقم الصفر.
- بشكل عام من الممكن تطبيق أي دالة على طرفي المعادلة.

لكل الأعداد الحقيقية c و b و a والتي لا يساوي أي منها الصفر
a+c = b+c إذا وفقط إذا كان a = b
a = c - b إذا وفقط إذا كان a+b = c
ac=bc إذا وفقط إذا كان a = b

### مثال
أوجد العدد الحقيقي x بحيث:
{\displaystyle 2x-7=8-3x\,.}
تسمى معادلة من الدرجة الأولى بمجهول واحد.
2x-7=8-3x (بإضافة 3x إلى طرفي المعادلة، وكذلك إضافة 7 إلى طرفيها)
5x=15 (بقسمة طرفي المعادلة على 5 )
x=15/5
x=3
أي أن حل هذه المعادلة هو العدد الحقيقي 3.